# Alcoentre
Alcoentre é uma povoação portuguesa sede da Freguesia de Alcoentre do Município da Azambuja, freguesia com 47,05 km² de área e 3133 habitantes (censo de 2021), tendo, por isso, uma densidade populacional de 66,6 hab./km².

## História
Foi vila e sede de concelho entre 1174 e meados do século XIX. Este era constituído apenas por uma freguesia e tinha, em 1801, 1 054 habitantes. Após 1834, foram-lhe anexadas as freguesias de Alguber, Cercal, Figueiros e Manique do Intendente. Tinha, em 1849, 3600 habitantes.

## Demografia
A população registada nos censos foi:
| Distribuição da População por Grupos Etários | Distribuição da População por Grupos Etários | Distribuição da População por Grupos Etários | Distribuição da População por Grupos Etários | Distribuição da População por Grupos Etários |
| -------------------------------------------- | -------------------------------------------- | -------------------------------------------- | -------------------------------------------- | -------------------------------------------- |
| Ano                                          | 0-14 Anos                                    | 15-24 Anos                                   | 25-64 Anos                                   | > 65 Anos                                    |
| 2001                                         | 447                                          | 344                                          | 2037                                         | 706                                          |
| 2011                                         | 326                                          | 262                                          | 2208                                         | 652                                          |
| 2021                                         | 267                                          | 228                                          | 1924                                         | 714                                          |

## Política
A freguesia de Alcoentre é administrada por uma junta de freguesia, liderada por Francisco António Galvão Morgado, eleita nas eleições autárquicas de 2017 pelo Partido Socialista. Existe uma assembleia de freguesia, que é o órgão deliberativo, constituída por 9 membros.
O partido mais representado na Assembleia de Freguesia é o PS, com 7 membros (maioria absoluta), seguida da coligação PSD/CDS-PP/MPT/PPM com 1, e do PCP-PEV com 1. Esta assembleia elegeu os 2 vogais (secretário e tesoureiro) da Junta de Freguesia, ambos do PS. O presidente da Assembleia de Freguesia é Francisco António Galvão Morgado do PS.
| Órgão                   | PS | PSD/CDS-PP/MPT/PPM | PCP-PEV |
| Assembleia de Freguesia | 7  | 1                  | 1       |
| Junta de Freguesia      | 3  | 0                  | 0       |

## Lugares pertencentes à freguesia
- Tagarro
- Casais das Boiças
- Quebradas
- Espinheira

## Património
- Marco de cruzamento em São Salvador
- Escola Primária "Almeida Grandella" em Tagarro
- Igreja de S. Pedro, reconstrução de 1560 em Tagarro
- Quinta de Tagarro século XVIII em Tagarro
- Palácio de Pina Manique
- Edificio da sede da antiga sede do concelho e prisão
- Ponte romana

## Atividades Económicas
As atividades económicas principais da freguesia são a agricultura, vitivinicultura, comércio e serviços.

## Equipamentos
- Bombeiros Voluntários de Alcoentre